# George Yule
Pour les articles homonymes, voir Yule (homonymie) et George Udny Yule.
George Yule, né en 1829 à Stonehaven et mort en 1892, était un homme d'affaires écossais résidant en Inde, qui est célèbre car étant le premier non-indien à devenir le quatrième président du Congrès national indien en 1888. William Wedderburn lui succède à ce poste. Il dirigea également la Andrew Yule and Co. à Calcutta.